# Сент-Уан-дю-Мениль-Оже
Сент-Уа́н-дю-Мени́ль-Оже́ (фр. Saint-Ouen-du-Mesnil-Oger) — коммуна во Франции, находится в регионе Нижняя Нормандия. Департамент коммуны — Кальвадос. Входит в состав кантона Троарн. Округ коммуны — Кан.
Код INSEE коммуны — 14637.

## Население
Население коммуны на 2010 год составляло 206 человек.
| 1962 | 1968 | 1975 | 1982 | 1990 | 1999 | 2010 |
| ---- | ---- | ---- | ---- | ---- | ---- | ---- |
| 206  | 164  | 127  | 121  | 146  | 147  | 206  |

## Экономика
В 2010 году среди 144 человек трудоспособного возраста (15—64 лет) 117 были экономически активными, 27 — неактивными (показатель активности — 81,3 %, в 1999 году было 78,8 %). Из 117 активных жителей работали 111 человек (59 мужчин и 52 женщины), безработных было 6 (4 мужчины и 2 женщины). Среди 27 неактивных 4 человека были учениками или студентами, 13 — пенсионерами, 10 были неактивными по другим причинам.